# Acolasis mollis
Coenipeta mollis là một loài bướm đêm trong họ Erebidae.